# Utica (Minnesota)
Utica és una població dels Estats Units a l'estat de Minnesota. Segons el cens del 2000 tenia 230 habitants.

## Demografia
Segons el cens del 2000, Utica tenia 230 habitants, 82 habitatges, i 62 famílies. La densitat de població era de 96,5 habitants per km².
Dels 82 habitatges en un 41,5% hi vivien nens de menys de 18 anys, en un 63,4% hi vivien parelles casades, en un 11% dones solteres, i en un 23,2% no eren unitats familiars. En el 19,5% dels habitatges hi vivien persones soles el 4,9% de les quals corresponia a persones de 65 anys o més que vivien soles. El nombre mitjà de persones vivint en cada habitatge era de 2,76 i el nombre mitjà de persones que vivien en cada família era de 3,17.
Per edats la població es repartia de la següent manera: un 0% tenia menys de 18 anys, un 10% entre 18 i 24, un 31,3% entre 25 i 44, un 18,3% de 45 a 60 i un 10,9% 65 anys o més.
L'edat mediana era de 32 anys. Per cada 100 dones de 18 o més anys hi havia 102,5 homes.
La renda mediana per habitatge era de 43.250 $ i la renda mediana per família de 44.286 $. Els homes tenien una renda mediana de 30.500 $ mentre que les dones 20.625 $. La renda per capita de la població era de 19.185 $. Entorn del 3,3% de les famílies i el 3,8% de la població estaven per davall del llindar de pobresa.

## Poblacions properes
El següent diagrama mostra les poblacions més properes.